# Cilunculus cactoides
Cilunculus cactoides är en havsspindelart som beskrevs av Fry, W.G. och J.W Hedgpeth 1969. Cilunculus cactoides ingår i släktet Cilunculus och familjen Ammotheidae. Inga underarter finns listade i Catalogue of Life.